# Ville-sous-la-Ferté
Ville-sous-la-Ferté ist eine französische Gemeinde mit 908 Einwohnern (Stand: 1. Januar 2022) im Département Aube in der Region Grand Est. Der Ort gehört zum Arrondissement Bar-sur-Aube und zum Kanton Bar-sur-Aube. Die Einwohner werden je nach Ortschaft Bayas, Claravalliens oder Gueules Noires genannt. Seit 1998 besteht eine durch Clairvaux eingegangene Gemeindepartnerschaft mit Ebrach (Bayern).

## Geographie
Ville-sous-la-Ferté liegt etwa 57 Kilometer ostsüdöstlich von Troyes an der Aube, der die Gemeinde im Osten begrenzt. Umgeben wird Ville-sous-la-Ferté von den Nachbargemeinden Baroville im Norden und Nordwesten, Bayel im Nordosten, Longchamp-sur-Aujon im Osten und Nordosten, Juvancourt im Osten, Laferté-sur-Aube im Süden, Champignol-lez-Mondeville im Westen sowie Arconville im Westen und Nordwesten.
Der Bahnhof liegt an der Bahnstrecke Paris–Mulhouse. An der südlichen Gemeindegrenze verläuft die Autoroute A5.

## Bevölkerungsentwicklung
| Jahr      | 1962 | 1968 | 1975 | 1982 | 1990 | 1999 | 2006 | 2018 |
| --------- | ---- | ---- | ---- | ---- | ---- | ---- | ---- | ---- |
| Einwohner | 1881 | 1854 | 1579 | 1570 | 1451 | 1276 | 1333 | 1013 |

## Sehenswürdigkeiten
- Ehemaliges Kloster Clairvaux, 1115 gegründet, 1791 aufgelöst, im 19. Jahrhundert zum Gefängnis umfunktioniert, seit den 1970er Jahren Hochsicherheitsgefängnis. Hier war in den 1920er-Jahren der Kommunist André Marty inhaftiert, später der Terrorist Ilich Ramírez Sánchez (genannt Carlos, der Schakal).
- Kirche St-Martin

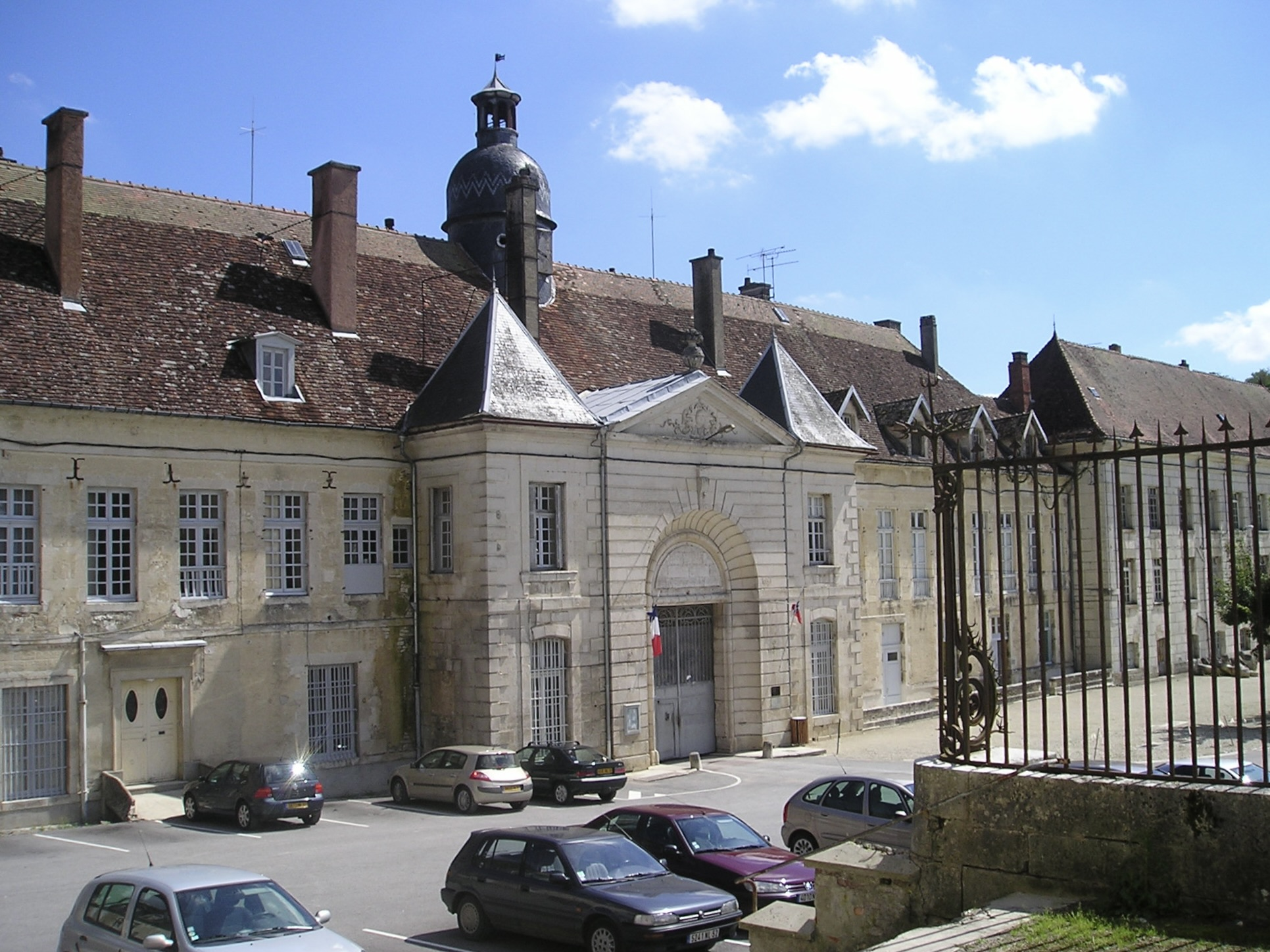
Teil des Klosters Clairvaux (heutiger Eingang in den Strafvollzug)
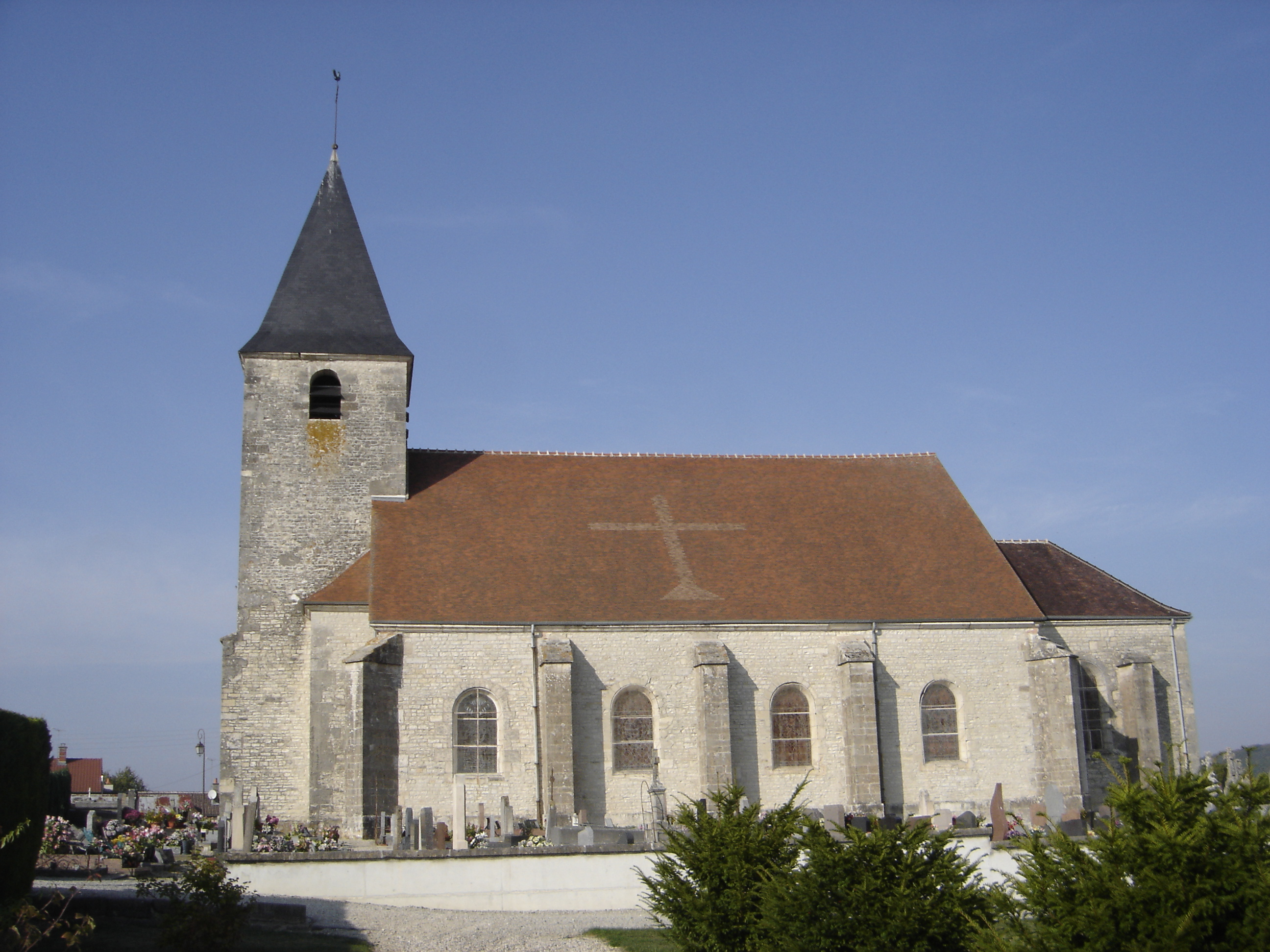
Kirche St. Martin

## Persönlichkeiten
- Claude-Henri Belgrand de Vaubois (1748–1839), Divisionsgeneral